# Буддийский храм Фос-ду-Игуасу

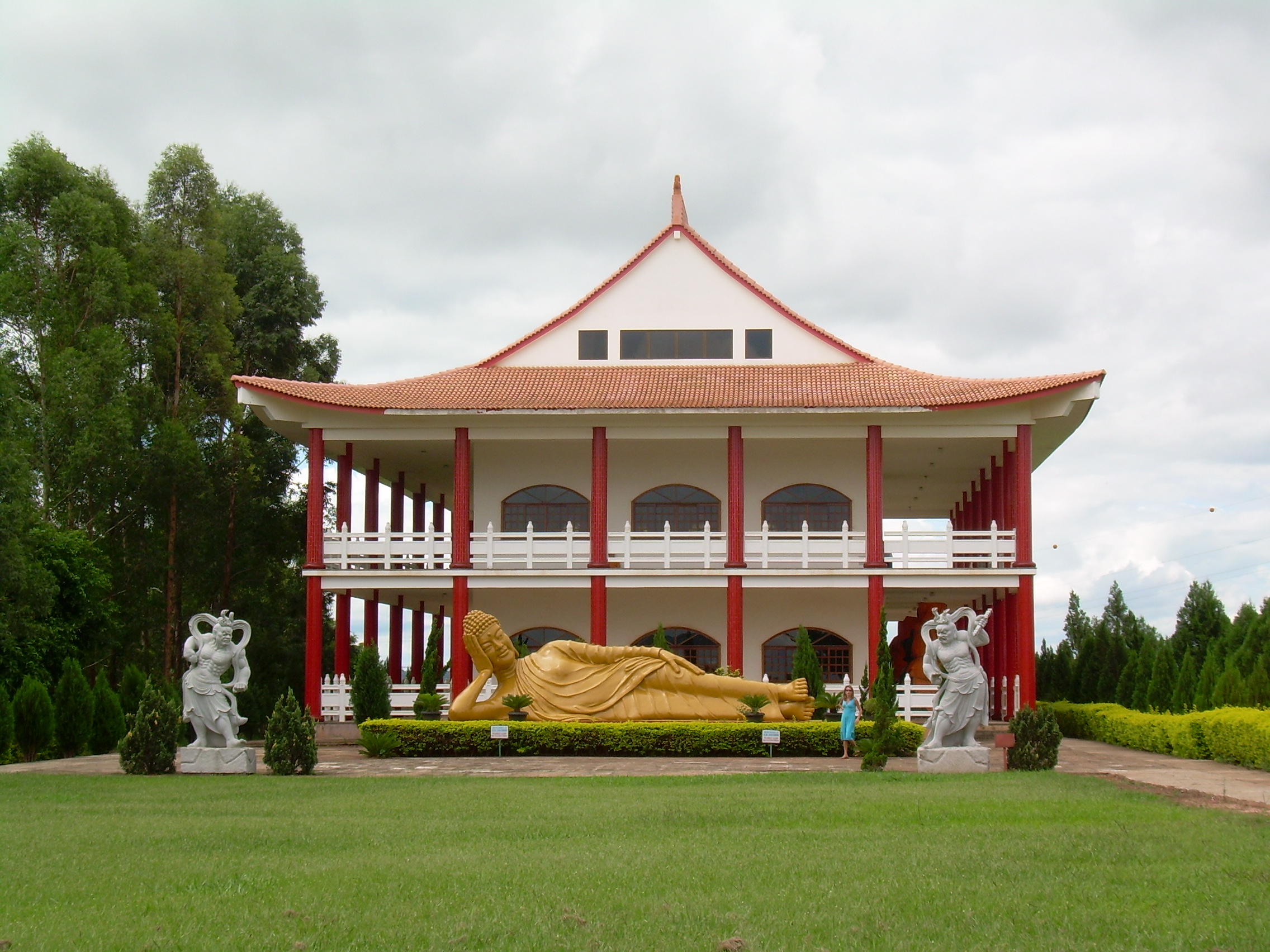

Буддийский храм в муниципалитете Фос-ду-Игуасу штата Парана (Бразилия) построен усилиями китайской диаспоры в 1996 году. Вокруг расположено 112 золотистых статуй Будды, пожертвованных храму. Они выполнены в традиционном китайском стиле — 108 статуй высотой около 2 метров и четыре более крупные. В храмовом саду также расположена семиметровая статуя улыбающегося Будды. Пять статуй Будды, установленных в верхней части храма (посторонние туда не допускаются), символизируют, в частности, радость, удачу и здоровье. Туристы же могут увидеть 18 изваяний учеников Будды в комнате Стражей на первом этаже.

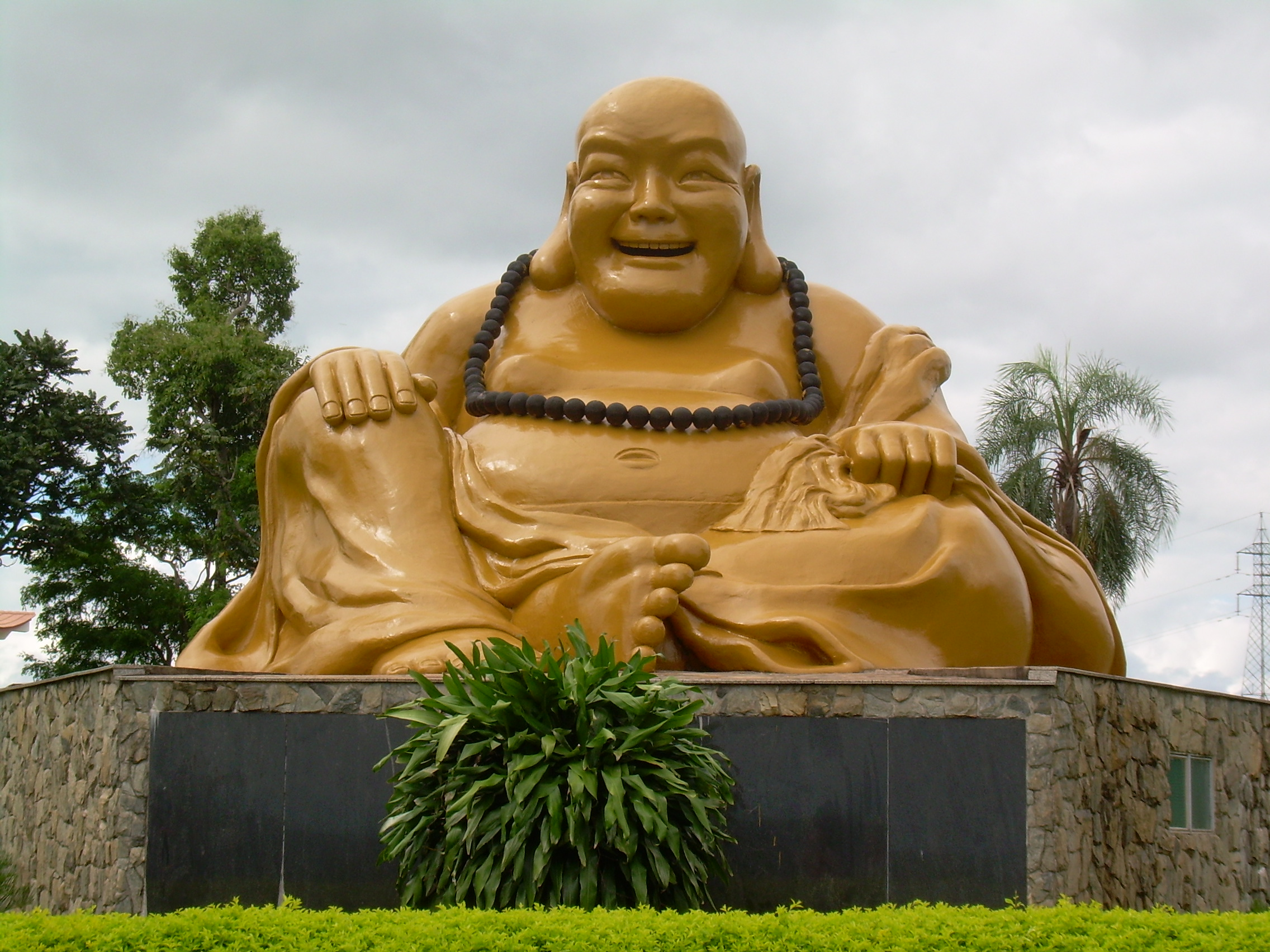
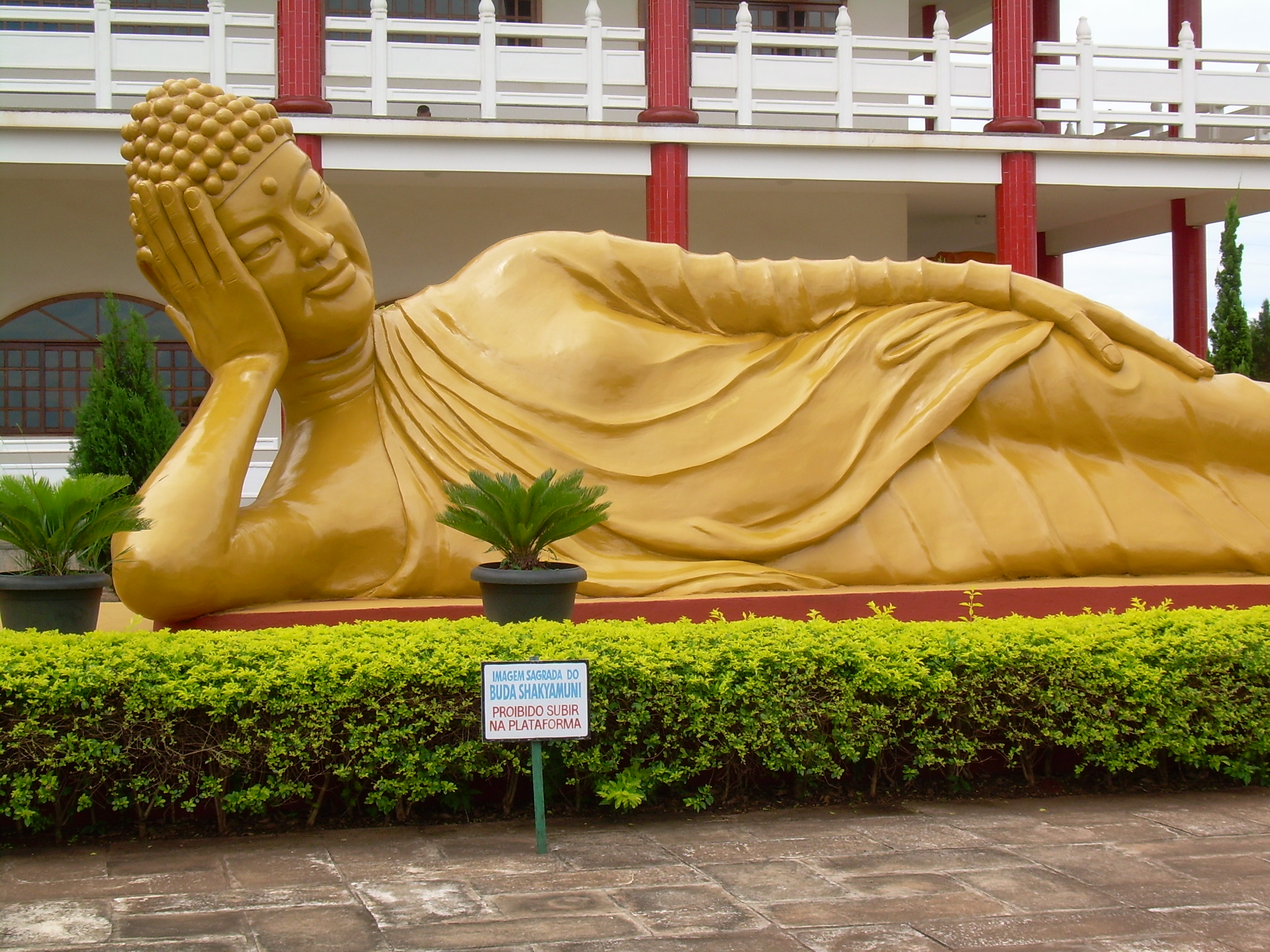
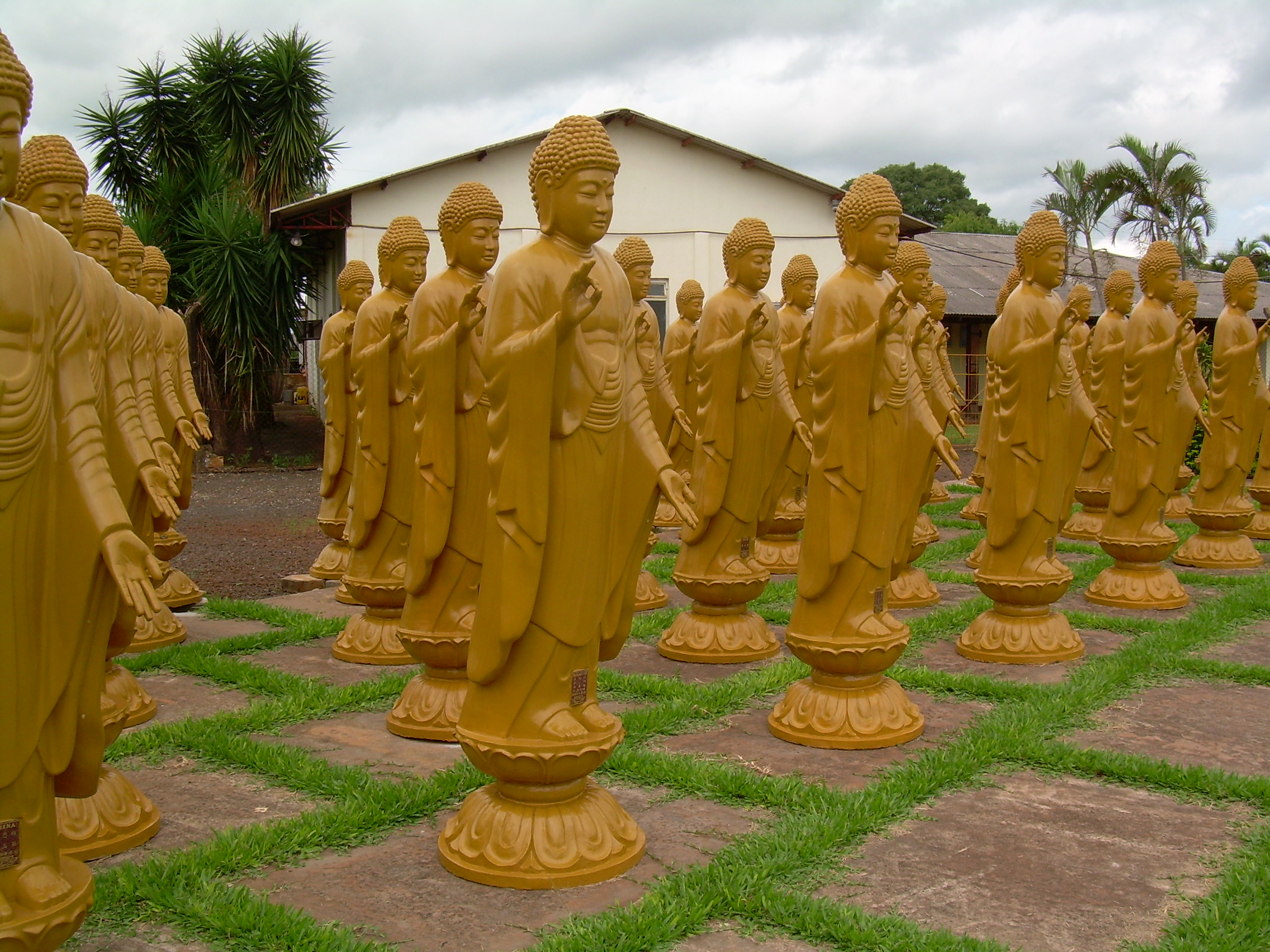